# Mistrzostwa Świata w Piłce Nożnej 2010 (eliminacje strefy UEFA)/Grupa 5
W Grupie 5 eliminacji do MŚ 2010 brały udział następujące zespoły:
- Hiszpania
- Turcja
- Belgia
- Bośnia i Hercegowina
- Armenia
- Estonia

## Tabela
| Miejsce | Drużyna              | Mecze | Punkty | Zwyc. | Rem. | Por. | Bramki  |
| ------- | -------------------- | ----- | ------ | ----- | ---- | ---- | ------- |
| 1       | Hiszpania            | 10    | 30     | 10    | 0    | 0    | 28 - 5  |
| 2       | Bośnia i Hercegowina | 10    | 19     | 6     | 1    | 3    | 25 - 13 |
| 3       | Turcja               | 10    | 15     | 4     | 3    | 3    | 13 - 10 |
| 4       | Belgia               | 10    | 10     | 3     | 1    | 6    | 13 - 20 |
| 5       | Estonia              | 10    | 8      | 2     | 2    | 6    | 9 - 24  |
| 6       | Armenia              | 10    | 4      | 1     | 1    | 8    | 6 - 22  |

|                      | Armenia | Belgia | Bośnia i Hercegowina | Estonia | Hiszpania | Turcja |
| -------------------- | ------- | ------ | -------------------- | ------- | --------- | ------ |
| Armenia              | X       | 2:1    | 0:2                  | 2:2     | 1:2       | 0:2    |
| Belgia               | 2:0     | X      | 2:4                  | 3:2     | 1:2       | 2:0    |
| Bośnia i Hercegowina | 4:1     | 2:1    | X                    | 7:0     | 2:5       | 1:1    |
| Estonia              | 1:0     | 2:0    | 0:2                  | X       | 0:3       | 0:0    |
| Hiszpania            | 4:0     | 5:0    | 1:0                  | 3:0     | X         | 1:0    |
| Turcja               | 2:0     | 1:1    | 2:1                  | 4:2     | 1:2       | X      |

## Wyniki
| 6 września 2008 18.00 CET | Armenia | 0-2(0-0) | Turcja · Şanlı 60' · Şentürk 78' | Stadion Hrazdan, Erywań Widzów: 30 000 Sędzia: Tom Henning Øvrebø |
|                           |         |          |                                  |                                                                   |

| 6 września 2008 20.45 CET | Belgia · Sonck 40' 80' · Defour 75' | 3-2(1-0) | Estonia · Zenjov 57' · Oper 90+3' | Stade Maurice Dufrasne, Liège Widzów: 17 992 Sędzia: Mike Dean |
|                           |                                     |          |                                   |                                                                |

| 6 września 2008 22.00 CET | Hiszpania · Villa 57' | 1-0(0-0) | Bośnia i Hercegowina | Estadio Nueva Condomina, Murcja Widzów: 29 152 Sędzia: Craig Thomson |
|                           |                       |          |                      |                                                                      |

| 10 września 2008 20.00 CET | Turcja · Belözoğlu 74' (k) | 1-1(0-1) | Belgia · Sonck 31' | Fenerbahçe Şükrü Saracoğlu, Stambuł Widzów: 34 097 Sędzia: Stéphane Lannoy |
|                            |                            |          |                    |                                                                            |

| 10 września 2008 20.15 CET | Bośnia i Hercegowina · Misimović 25' 30' (k) 56' · Muslimović 58' · Džeko 60' 73' · Ibričić 88' | 7-0(2-0) | Estonia | Bilino Polje, Zenica Widzów: 12 500 Sędzia: Pavel Balaj |
|                            |                                                                                                 |          |         |                                                         |

| 10 września 2008 22.00 CET | Hiszpania · Capdevila 7' · Villa 16' 79' · Senna 83' | 4-0(2-0) | Armenia | Estadio Carlos Belmonte, Albacete Widzów: 16 996 Sędzia: Tony Asumaa |
|                            |                                                      |          |         |                                                                      |

| 11 października 2008 20.00 CET | Turcja · Sarıoğlu 51' · Erdinç 66' | 2–1(0-1) | Bośnia i Hercegowina · Džeko 26' | BJK İnönü Stadı, Stambuł · Widzów: 23 628 · Sędzia: Viktor Kassai ( Węgry) |
|                                |                                    |          |                                  |                                                                            |

| 11 października 2008 20.45 CET | Estonia | 0–3(0-2) | Hiszpania · Juanito 35' · Villa 37' (k) · Puyol 69' | A. Le Coq Arena, Tallinn · Widzów: 6 500 · Sędzia: Jonas Eriksson Szwecja |
|                                |         |          |                                                     |                                                                           |

| 11 października 2008 20.45 CET | Belgia · Sonck 22' · Fellaini 38' | 2–0(2-0) | Armenia | Stadion Króla Baudouina I, Bruksela · Widzów: 20 949 · Sędzia: Peter Rasmussen Norwegia |
|                                |                                   |          |         |                                                                                         |

| 15 października 2008 20.15 CET | Bośnia i Hercegowina · Spahić 31' · Džeko 39' · Muslimović 56' 89' | 4–1(2-0) | Armenia · Minasjan 85' | Bilino Polje, Zenica Widzów: 13 000 Sędzia: Asaf Kenan |
|                                |                                                                    |          |                        |                                                        |

| 15 października 2008 20.30 CET | Estonia | 0–0(0-0) | Turcja | A. Le Coq Arena, Tallinn Widzów: 6 500 Sędzia: Robert Małek |
|                                |         |          |        |                                                             |

| 15 października 2008 20.45 CET | Belgia · Sonck 7' | 1–2(1-1) | Hiszpania · Iniesta 36' · Villa 88' | Stadion Króla Baudouina I, Bruksela Sędzia: Tom Henning Øvrebø |
|                                |                   |          |                                     |                                                                |

| 28 marca 2009 22.00 CET | Hiszpania · Piqué 60' | 1-0(0-0) | Turcja | Santiago Bernabéu, Madryt · Sędzia: Massimo Busacca ( Szwajcaria) |
|                         |                       |          |        |                                                                   |

| 28 marca 2009 20.45 CET | Belgia · Dembele 65' · Sonck 89' (k) | 2–4(0-1) | Bośnia i Hercegowina · Džeko 7' · Jahić 74' · Bajramović 81' · Misimović 86' | Fenix Stadion, Genk · Sędzia: Nikołaj Iwanow ( Rosja) |
|                         |                                      |          |                                                                              |                                                       |

| 28 marca 2009 17.00 CET | Armenia · Mychitarian 33' · Gazarian 87' | 2-2(1-1) | Estonia · Vassiljev 38' · Zenjov 67' | Stadion Hrazdan, Erywań Sędzia: Luc Wilmes ( |
|                         |                                          |          |                                      |                                              |

| 1 kwietnia 2009 20.45 CET | Bośnia i Hercegowina · Džeko 12' 14' | 2–12-0 | Belgia · Gill Swerts 88' | Bilino Polje, Zenica · Widzów: 13 800 · Sędzia: Vladimír Hriňák ( Słowacja) |
|                           |                                      |        |                          |                                                                             |

| 1 kwietnia 2009 18.00 CET | Estonia · Puri 83' | 1–0(0-0) | Armenia | A. Le Coq Arena, Tallinn · Widzów: 5 200 · Sędzia: Cyril Zimmermann ( Szwajcaria) |
|                           |                    |          |         |                                                                                   |

| 1 kwietnia 2009 21.00 CET | Turcja · Şentürk 26' | 1–2(1-0) | Hiszpania · Xabi Alonso 63' (k) · Riera 90+2' | Ali Sami Yen, Stambuł · Widzów: 19 617 · Sędzia: Michael Riley ( Anglia) |
|                           |                      |          |                                               |                                                                          |

| 5 września 2009 | Hiszpania · Silva 41' 68' · Villa 49' 85' · Piqué 50' | 5-0(1-0) | Belgia | Estadio Municipal de Riazor, La Coruña · Widzów: 30 441 · Sędzia: Bertrand Layec Francja |
|                 |                                                       |          |        |                                                                                          |

| 5 września 2009 | Armenia | 0-2(0-1) | Bośnia i Hercegowina · Ibričić 6' · Muslimović 73' | Stadion Hanrapetakan, Erywań · Widzów: 1 800 · Sędzia: Eric Braamhaar Holandia |
|                 |         |          |                                                    |                                                                                |

| 5 września 2009 | Turcja · Şanlı 29' 72' · Yıldırım 36' · Turan 61' | 4-2(2-1) | Estonia · Voskoinikov 7' · Vassiljev 52' | Kadir Has Stadium, Kayseri · Widzów: 28 569 · Sędzia: Tommy Skjerven Norwegia |
|                 |                                                   |          |                                          |                                                                               |

| 9 września 2009 | Bośnia i Hercegowina · Salihović 25' | 1-1(1-1) | Turcja · Belözoğlu 4' | Bilino Polje, Zenica · Widzów: 14 000 · Sędzia: Olegário Benquerença Portugalia |
|                 |                                      |          |                       |                                                                                 |

| 9 września 2009 | Hiszpania · Fàbregas 33' · Cazorla 82' · Mata 90+2' | 3-0(0-1) | Estonia | Estadio Romano, Mérida · Widzów: 14 362 · Sędzia: Ołeh Oriechow Ukraina |
|                 |                                                     |          |         |                                                                         |

| 9 września 2009 | Armenia · Goharian 23' · Howsepian 50' | 2-1(1-0) | Belgia · van Buyten 90+2' | Stadion Hanrapetakan, Erywań · Widzów: 2 300 · Sędzia: Ljubomir Krstewski Macedonia Północna |
|                 |                                        |          |                           |                                                                                              |

| 10 października 2009 | Estonia | 0-2(0-1) | Bośnia i Hercegowina · Džeko 32' · Ibišević 62' | A. Le Coq Arena, Tallinn · Widzów: 6 450 · Sędzia: Nicola Rizzoli Dania |
|                      |         |          |                                                 |                                                                         |

| 10 października 2009 | Belgia · Mpenza 8', 84' | 2-0(1-0) | Turcja | Stadion Króla Baudouina I, Bruksela · Widzów: 30 131 · Sędzia: Matteo Trefoloni Włochy |
|                      |                         |          |        |                                                                                        |

| 10 października 2009 | Armenia · Arzumanian 58' | 1-2(0-1) | Hiszpania · Fàbregas 33' · Mata 64' (k) | Stadion Hanrapetakan, Erywań · Widzów: 10 500 · Sędzia: Jiří Jech Czechy |
|                      |                          |          |                                         |                                                                          |

| 14 października 2009 | Estonia · Piiroja 30' · Vassiljev 67' | 2-0(1-0) | Belgia | A. Le Coq Arena, Tallinn · Sędzia: Nicolai Vollquartz Dania |
|                      |                                       |          |        |                                                             |

| 14 października 2009 | Turcja · Altıntop 16' · Çetin 28' | 2-0(2-0) | Armenia | Bursa Atatürk Stadyumu, Bursa · Widzów: 18 000 · Sędzia: Martin Hansson Szwecja |
|                      |                                   |          |         |                                                                                 |

| 14 października 2009 | Bośnia i Hercegowina · Džeko 90' · Misimović 90+2' | 2-5(0-2) | Hiszpania · Piqué 13' · Silva 14' · Negredo 50' 55' · Mata 89' | Bilino Polje, Zenica · Widzów: 15 000 · Sędzia: Konrad Plautz Austria |
|                      |                                                    |          |                                                                |                                                                       |